# Чёрный монах
«Чёрный мона́х» — повесть Антона Павловича Чехова, написана в 1893 году. Впервые опубликована в журнале «Артист» в 1894 году.

## Персонажи
В этой повести четыре действующих лица:
- Андрей Васильевич Коврин — магистр философии. Это первый случай, когда персонажем Чехова становится философ. Впрочем, суть его философских воззрений Чехов не раскрывает; в частности, не названа тема его диссертации. Автор также не даёт ответ на вопрос, на самом ли деле Коврин человек необыкновенного ума, гений, или же его претензии — лишь проявление мегаломании[2].
- Егор Семёныч Песоцкий — известный садовод, бывший опекун и воспитатель Коврина. Человек дела, возделывающий прекрасный сад[3], автор полемических брошюр по садоводству[1].
- Татьяна Егоровна Песоцкая — дочь Егора Семёныча, подруга детства, впоследствии жена Коврина.
- Чёрный монах — мираж, призрак, видимый Ковриным.

Все остальные появляющиеся в «Чёрном монахе» люди (гости Песоцких, работники в их саду, вторая жена Коврина) — лишь статисты без слов, лишённые каких-либо внешних примет. Такая обезличенность «массовки» крайне нехарактерна для Чехова с его вниманием к деталям.

## Сюжет
Андрей Васильевич Коврин — учёный человек, философ и любитель психологии, едет в деревню поправить душевное здоровье. Он проводит лето в имении своего бывшего опекуна Песоцкого и его дочери Тани. В деревне он продолжает вести привычный «нервный» образ жизни — много читает и беседует, мало спит, курит и пьёт вино. Его мысли занимает древняя легенда о мираже в виде чёрного монаха, неизвестно откуда ему известная. Коврин рассказывает эту легенду Тане и вслед за этим гуляя в саду, ясно видит чёрного монаха возникающего из вихря.
В состоянии эйфории от увиденного он делает предложение Тане. Затем идет подготовка к свадьбе, Егор Песоцкий особенно рад, он видит в Коврине наследника своего садоводческого хозяйства. Вскоре Коврина вновь посещает чёрный монах. Коврин пытается постичь его природу, полагая, что монах существует лишь в его воображении и опасаясь, что психически болен. Монах ведет с Ковриным беседы и убеждает его в том, что Коврин гениален, что он отличается от остальных. Коврин польщен, все замечают, что он стал весел и бодр. Иногда у него идёт горлом кровь, но он не придаёт этому значения. Однажды Таня застает Коврина разговаривающим с пустым креслом. Она убеждает мужа, что тот психически болен, Коврин начинает лечиться. Жизнь кажется ему пресной, он скучает по разговорам с чёрным монахом. Приземленность Песоцких его уже раздражает. Он расстается с Таней, упрекая её и её отца в том, что они заставили его лечиться. Позже он живёт с другой женщиной, которую уже смиренно во всем слушается и покорно лечится. На курорте, куда он приехал подлечить здоровье, получает письмо от Тани. Она проклинает его, виня в смерти отца и в её поломанной жизни. Коврина вдруг охватывает беспокойство, он вспоминает, как жесток был с ними, ему является чёрный монах. Коврин умирает от приступа, но с блаженной улыбкой.

## История создания
Повесть была написана Чеховым в Мелихове летом и осенью 1893 года. В июле Чехов сообщил своему покровителю и издателю А. С. Суворину: «Написал я также повестушку в 2 листа „Чёрный монах“. Вот если бы Вы приехали, то я дал бы Вам прочесть». Затем он рассказал о повести Н. А. Лейкину, редактору журнала «Осколки», где печатались его рассказы, и В. А. Гольцеву. В августе Суворин предлагал Чехову напечатать повесть в газете «Новое время», но тот отказался, «потому что решил не давать в газеты рассказов с „продолжение следует“». Ф. А. Куманин, редактор журнала «Артист», очень просил Чехова: «Если у Вас есть что-нибудь готовое для другого журнала, дайте нам». 18 декабря 1893 года Чехов писал своему издателю: «В янв<арской> книжке „Артиста“ найдёте изображение одного молодого человека, страдавшего манией величия; называется эта повесть так: „Чёрный монах“».

## Переводы
При жизни А. П. Чехова «Чёрный монах» был переведён на английский, немецкий, польский, сербскохорватский, финский, французский и чешский языки.
На китайском языке «Чёрный монах» изданный отдельной книгой в июне 1907 года в Шанхае издательством Шанъу иньшугуань стал первой публикацией произведения Чехова на китайском. Этот перевод был выполнен У Тао с японского, содержал ряд неточностей (в частности были перепутаны имя и фамилия Андрея Коврина, а его учёная степень стала названием местности, откуда он происходил) и был адаптирован к традиционной китайской культуре. Этот перевод был выполнен на разговорный язык байхуа, а не литературный вэньянь. Этот перевод был переиздан тем же издательством в 1913 году.

## Адаптации
- 1988 — Чёрный монах (фильм), режиссёр Иван Дыховичный, директор Николай Гаро, в ролях Станислав Любшин (Коврин), Петр Фоменко (Песоцкий), Татьяна Друбич (Таня Песоцкая).
- 1995 — Сон доктора Чехова (телеспектакль), режиссёр Сергей Десницкий, автор сценария Татьяна Шах-Азизова, в ролях Сергей Десницкий, Елена Кондратова, Геннадий Фролов, Елена Миллиоти.
- 1999 — Московский ТЮЗ, режиссёр Кама Гинкас, в ролях Сергей Маковецкий (Коврин), Игорь Ясулович (Чёрный монах), Валерий Баринов (Песоцкий), Юлия Свежакова (Таня Песоцкая)[9][10].
- 2022 — Чёрный монах / Le Moine Noir (Франция), режиссёр Кирилл Серебренников

## Восприятие
Повесть «Чёрный монах» имеет у литературоведов репутацию загадочной. Главную загадку, основной вопрос о «Чёрном монахе», споры о котором продолжаются до сих пор, сформулировал ещё в 1900 году современник Чехова Николай Михайловский: «что значит самый рассказ? Каков его смысл?» — спрашивает критик, кто такой чёрный монах: добрый гений «успокаивающий утомленных людей мечтами и грёзами о роли „избранников божиих“, благодетелей человечества», или напротив — злой, «коварной лестью увлекающий людей в мир болезни, несчастия и горя для окружающих близких и, наконец, смерти»? Сам Михайловский ответил на свои вопросы «Я не знаю». Владимир Катаев условно разделил писавших об этой повести на «ковринистов», видящих у Чехова столкновение высоких идеалов с, выражаясь словами Михайловского «фатальной мелкостью, серостью, скудостью действительности» и «песоцкистов», видящих у Коврина ложное умствование, а садовода-агронома Песоцкого считающих истинным «скромным гением». Вторые в советское время неоднократно сравнивали Песоцкого с Мичуриным.

### Прижизненная критика
Повесть «Чёрный монах» понравилась Л. Н. Толстому. Беседуя в 1894 году с Г. А. Русановым, Толстой сказал: «„Чёрный монах“ — прелесть». Разделяя лучшие произведения Чехова на два сорта, Л. Н. Толстой относил повесть «Чёрный монах» к первому.
Критик С. А. Андреевский, рецензируя чеховский сборник «Повести и рассказы», отмечал: «„Чёрный монах“ дает нам глубокий и верный этюд психического недуга <…>. Фигуры фанатического помещика-садовода и его слабонервной, симпатичной дочери <…> обрисованы чрезвычайно живо. Роковая размолвка между душевно-здоровыми и душевно-больным приводит к ужасной, по своей бессмысленности, трагедии», а критик А. М. Скабичевский разглядел в повести «весьма интересное изображение процесса помешательства». По его мнению, «никакой идеи, никакого вывода читатель из всего этого не выносит».
Г. Качерец считал, что автор повести «смотрит на людей, рвущихся к идеалу, переполненных жаждой его и страдающих ради него, как на больных душою», поэтому «увлечения, искренность, чистые страсти ему представляются как симптомы близкого душевного расстройства».

### Оценки зарубежных филологов
Один из авторов современного сборника «Читая Чехова», Поль Дебречены, видел в повести «Чёрный монах» некую предварительную попытку писателя объединить символизм и мистицизм. По его мнению, в этом произведении также ощущается, что Чехов был знаком с французским символизмом, Ницше и Соловьёвым.

## Комментарии
1. ↑  Одним из немногих русских-советских литературоведов, усомнившихся в этом, был М. И. Френкель, озаглавивший свою статью о повести Чехова «Загадки» «Черного монаха», где слово «загадки» было взято в кавычки[11][12]